# دیوید سی.جویت
دیوید سی. جویت (به انگلیسی: David C. Jewitt) پروفسور نجوم در زمین، سیاره‌ای و علوم فضایی بخش دانشگاه کالیفرنیا
است.

## زندگینامه
او در سال ۱۹۵۸ در انگلستان به دنیا آمد و در سال ۱۹۷۹ از کالج دانشگاهی لندن فارغ‌التحصیل شد. او مدرک فوق لیسانس و دکترای نجومش رابه ترتیب در سال ۱۹۸۰ و ۱۹۸۳از مؤسسه فناوری کالیفرنیا گرفت. علایق پژوهشی او تمام جنبه‌های مربوط به منظومهٔ شمسی از جمله: کمربند کویپر، اطلاعات مربوط به منظومه شمسی، وجود یخ در سیارک‌ها و خواص فیزیکی دنباله‌دارها را در برمی‌گیرد. او در سال ۱۹۹۲ به همراه جین لو اولین شی از کمربند کویپر بعد از پلوتو و بزرگترین قمر آن شارون را کشف کرد. بدنبال آن ده‌ها عضو اضافی از اعضا کمربند را در پژوهش‌های وسیع پیشگامانهٔ مربوط به موضوع شناسایی کرد.